# Politica europea di vicinato
     Stati membri dell'UE
     Stati candidati all'ingresso nell'UE
     Partenariato orientale
     Altri stati coinvolti nella politica europea di vicinato (tutti tranne la Libia sono membri dell'Unione per il Mediterraneo)
     Stati membri dell'Unione per il Mediterraneo che non sono né paesi coinvolti nella politica europea di vicinato, né membri dell'UE, né partecipanti al suo programma di allargamento

Politica europea di vicinato:
Stati membri dell'UE
Stati candidati all'ingresso nell'UE
Partenariato orientale
Altri stati coinvolti nella politica europea di vicinato (tutti tranne la Libia sono membri dell'Unione per il Mediterraneo)
Stati membri dell'Unione per il Mediterraneo che non sono né paesi coinvolti nella politica europea di vicinato, né membri dell'UE, né partecipanti al suo programma di allargamento

La Politica europea di vicinato è una delle politiche esterne dell'Unione europea, indirizzata ai paesi collocati in prossimità dell'Unione verso est e verso sud. L'obiettivo è quello di costruire rapporti più stretti con tali paesi a livello economico, politico, strategico e culturale. La politica di vicinato non riguarda i paesi che fanno parte dell'Associazione europea di libero scambio né i paesi che sono candidati all'adesione all'Unione.
I paesi coinvolti dalla politica europea di vicinato sono:
- vicinato meridionale:  Algeria,  Egitto,  Israele,  Giordania,  Libano,  Libia,  Marocco,  Palestina,  Siria,  Tunisia
- vicinato orientale:  Armenia,  Azerbaigian,  Bielorussia

Paesi potenzialmente rientranti in tale politica (nel caso cambino i trattati): 
- paesi non candidati all'adesione:  Islanda,  Kosovo,  Norvegia,  Svizzera
- paesi candidati all'adesione:  Albania,  Bosnia ed Erzegovina,  Macedonia del Nord,  Moldavia,  Montenegro,  Serbia,  Turchia,  Ucraina,   Georgia

## Storia
Le radici della politica europea di vicinato vanno individuate nel processo di Barcellona avviato nel 1995 per quanto riguarda i paesi del Mediterraneo e nell'insieme delle politiche comunitarie rivolte ai paesi dell'Europa orientale dopo la fine della guerra fredda.
Il partenariato euro-mediterraneo creato a Barcellona nel 1995 istituiva un quadro stabile di relazioni politiche, economiche, sociali e culturali tra l'Unione europea e tutti gli altri paesi che si affacciano sul Mediterraneo, con l'eccezione della Libia, ammessa come osservatore nel 1999. L'iniziativa è proceduta piuttosto lentamente, senza risultati molto soddisfacenti.
La politica europea di vicinato è stata delineata nel 2003, in corrispondenza della preparazione del grande allargamento dell'Unione europea verso est e verso sud avvenuto nel 2004. L'obiettivo della politica di vicinato era quello di stringere i rapporti con i paesi vicini all'Unione per i quali non era prevista la possibilità di adesione all'Unione, perlomeno in un futuro vicino.
Nel 2008 la politica di vicinato venne rafforzata dalla creazione dell'Unione per il Mediterraneo, che avrebbe dovuto rilanciare il processo di Barcellona. Tuttavia, gli avvenimenti politici che hanno interessato il Nord Africa ed il Medio Oriente nei primi mesi del 2011 richiedono una revisione profonda delle politiche europee indirizzate a quei paesi.

## Contenuti e strumenti
I paesi a cui si rivolge la politica di vicinato sono in gran parte paesi emergenti o in via di sviluppo. Essi ricevono dall'Unione europea un'assistenza finanziaria, condizionata però dal rispetto di determinati requisiti di rispetto dei diritti umani e di promozione di riforme economiche e politiche. Oltre a prevedere assistenza tecnica o finanziaria, la politica di vicinato prevede spesso accordi commerciali.
La politica di vicinato viene realizzata principalmente mediante accordi bilaterali conclusi tra l'Unione europea e i singoli paesi dell'Europa orientale o del Mediterraneo. Dopo la conclusione di un accordo di associazione l'Unione europea predispone la bozza per un piano di azione da attuare in un periodo che va dai tre ai cinque anni, che viene poi approvato assieme al governo del paese interessato.
Oltre ai piani di azione su base bilaterale, la politica europea di vicinato si realizza anche in due quadri multilaterali fondati su base regionale: il partenariato orientale e l'Unione per il Mediterraneo.
L'assistenza finanziaria europea viene assicurata dallo "strumento europeo di vicinato e partenariato", attivo dal 2007. Si tratta di uno strumento di cooperazione gestito da EuropeAid - Ufficio di cooperazione. Lo strumento di vicinato e partenariato fornisce anche dei finanziamenti alla Russia, che non rientra nella politica europea di vicinato ma in un accordo a parte di partenariato con l'Unione europea.

## Migration compact
Il governo italiano ha proposto un nuovo strumento di vicinato, specificamente diretto alla gestione dei rapporti con le nazioni africane di origine o transito del flusso migratorio che passa per il Mediterraneo occidentale: si tratta del Migration compact, che è stato oggetto di una lettera di Matteo Renzi il 15 aprile 2016 ai presidenti di Commissione e Consiglio Ue, Jean-Claude Juncker e Donald Tusk. La diplomazia italiana parte dalla constatazione, diffusa nella comunità accademica ed economica italiana, che "l’Africa non è più quella del secolo scorso: l’influenza cinese è molto importante, una classe di consumatori comincia ad emergere, ma su tutto incombe una crescita demografica senza precedenti. Sarà banale dirlo, ma per impostare in maniera diversa il rapporto con l’Africa occorre coinvolgere le multinazionali, aprire maggiormente ai prodotti africani, agire sui bassi livelli fiscali e non pensare unicamente ad una replica dell’accordo con la Turchia".
La dichiarazione di Malta, approvata dal Consiglio europeo il 2 febbraio 2017, accoglie questa linea di indirizzo, quanto meno nella gestione del flusso migratorio proveniente dalla Libia.